# Abraham A. Ribicoff

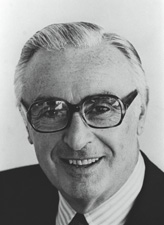
Abraham A. Ribicoff

Abraham Alexander Ribicoff (* 9. April 1910 in New Britain, Connecticut; † 22. Februar 1998 in New York City) war ein US-amerikanischer Politiker (Demokratische Partei). Er gehörte dem Kabinett von Präsident John F. Kennedy als Gesundheits-, Bildungs- und Wohlfahrtsminister an. Ferner war er Gouverneur und Senator des US-Bundesstaates Connecticut.

## Frühe Jahre und politischer Aufstieg
Ribicoff, Sohn jüdischer Einwanderer, besuchte zwischen 1928 und 1929 die New York University, erhielt 1933 ein rechtswissenschaftliches Diplom und graduierte mit cum laude an der University of Chicago. Einige Jahre später entschied er sich eine politische Laufbahn einzuschlagen. Er kandidierte 1938 für einen Sitz im Repräsentantenhaus von Connecticut, wo er nach erfolgreicher Wahl bis 1942 verblieb. Ferner war er von 1941 bis 1943 sowie von 1945 bis 1947 Richter am Hartford Municipal Court. Anschließend war er zwischen 1949 und 1953 Abgeordneter im US-Repräsentantenhaus.

## Gouverneur und Minister
Ribicoff gewann 1954 die Gouverneursnominierung der Demokraten und wurde kurze Zeit später zum Gouverneur von Connecticut gewählt. Er wurde 1958 bestätigt. Während seiner Amtszeit restrukturierte er das Justizsystem und beseitigte eine veraltete Countyregierung. Ferner indossierte er ein Bildungs- und menschenwürdiges Wohlfahrtsprogramm. Am 21. Januar 1961 trat Ribicoff von seinem Amt zurück, um die Ernennung zum Minister im Kabinett Kennedy anzunehmen.

## US-Senator
Er trat 1962 von diesem Posten zurück, um für den US-Senat zu kandidieren, in den er auch gewählt wurde. 1968 und 1974 gelang ihm jeweils die Wiederwahl. Während seiner Amtszeit hatte er den Vorsitz über das Committee on Government Operations und das Committee on Governmental Affairs. Auf der Democratic National Convention 1968 unterstützte er die Kandidatur von George McGovern und griff in seiner Rede die Polizei von Chicago und somit Bürgermeister Richard J. Daley an, indem er ihnen Gestapo-Methoden vorwarf.
Nach einer glanzvollen Senatslaufbahn ging er auf Grund seines schlechten Gesundheitszustands in Pension. Abraham Ribicoff starb im Februar 1998 in New York und wurde in Cornwall, Connecticut beigesetzt. Er war mit Ruth Siegel verheiratet. Das Paar hatte zwei gemeinsame Kinder.